# Исмайлов, Эдуард Юрьевич
Эдуард Юрьевич Исмайлов (укр. Едуард Юрійович Ісмайлов; 8 марта 1990, Макеевка, Донецкая область, Украинская ССР, СССР) — украинский и российский футболист. Выступал за юношескую сборную Украины.

## Клубная карьера
Футбольную карьеру начал в молодежной академии донецкого «Шахтера», в котором провел 4 года, отыграв в молодёжной команде и став чемпионом Украины среди молодёжных составов. Во взрослом футболе начал выступления в другой донецкой команде «Олимпике». Дебютировал в футболке донецкого клуба 19 апреля 2008 в победном домашнем поединке 23-в тура группы Б второй лиги против мариупольского «Ильичёвца-2» (3: 1), в котором эдуард вышел на поле на 63-й минуте, заменив Артема Сикульского. В футболке «Олимпика» во Второй лиге за полтора сезона он провёл 23 матча, в которых забил 1 гол.
Летом 2009 года перешел в кременчукский «Кремень», за который дебютировал 9 августа 2009 в ничейном (1:1) выездном поединке 3-го тура группы Б второй лиги против «Полтавы» из одноименного города. Измайлов вышел на поле на 90-й минуте, заменив Виталия Собко. Однако закрепиться в составе «Кремени» не сумел, сыграл 5 матчей за кременчужан во Второй лиге, после чего покинул расположение клуба.
В 2012 году выступал в чемпионате Донецкой области за «Титан» Донецка, в том же году перешёл в днепродзержинскую «Сталь», но не сыграв ни одного официального матча за «сталеваров» покинул расположение команды. В 2012 году уехал в Армению, где сыграл 1 матч за ереванский «Арарат». В 2013 году вернулся в Украину, где подписал контракт с ялтинской «Жемчужиной». Дебютировал в футболке крымской команды 13 апреля 2013 в проигранном со счётом 1:2 выездной матч 1-го тура группы 3 Второй лиги против херсонского «Кристалла». Измайлов вышел на поле в стартовом составе и отыграл весь матч. В футболке «Жемчужины» весной 2013 года сыграл 6 матчей во Второй лиге. В том же году выступал за команду родного города, «Донсталь», в чемпионате Донецкой области.
Накануне начала сезона 2013/14 года снова уехал в Армению, где подписал контракт со столичным «Бананц». Сыграв 1 матч в армянском чемпионате, в 2014 году вернулся в «Жемчужину».

## Карьера в сборной
В возрасте 15 лет дебютировал за юношескую сборную Украины, в которой провел 15 официальных матчей. 

## Тренерская карьера
В 2020 году в Махачкале основал детскую футбольную школу ЭДМИ, в которой является главным тренером.